# Тундушка (приток Ая)
Тундушка — река в России, протекает по Челябинской области. Устье реки находится в 415 км по левому берегу реки Ай. Длина реки составляет 15 км.

## Данные водного реестра
По данным государственного водного реестра России относится к Камскому бассейновому округу, водохозяйственный участок реки — Ай от истока и до устья, речной подбассейн реки — Белая. Речной бассейн реки — Кама.
Код объекта в государственном водном реестре — 10010201012111100021573.